# Hands Across the Table
Hands Across the Table é um filme estadunidense de 1935, do gênero comédia romântica, dirigido por Mitchell Leisen. Previsto inicialmente como veículo para Carole Lombard e produzido sob influência do à época chefe de estúdio Ernst Lubitsch, o filme beneficiou todos os principais envolvidos: elevou Carole ao status de estrela, colocou Fred MacMurray no caminho do sucesso e estabeleceu Leisen como grande diretor de comédias.

## Sinopse
Regi Allen é manicure em um hotel e espera que a profissão permita-lhe conseguir um casamento rico. Ela conhece Allen Macklyn, um hóspede ex-aviador milionário inválido e tornar-se a paixão dele mas não percebe e o trata apenas como amigo. Certo dia, no entanto, Regi aceita jantar com o cliente Theodore Drew III achando que ele é rico mas depois ele lhe conta que a família dele ficou empobrecida pela quebra da Bolsa de Nova Iorque. Theodore acaba indo dormir no apartamento de Regi e confessa estar noivo de Vivian Snowden, que lhe interessa apenas por ser herdeira de uma fortuna e que ela pensa que ele foi para as Bermudas. Regi concorda que Theodore fique morando com ela até a data marcada para a volta do navio vindo das Bermudas para que a noiva continua a achar que viajou. Eles prometem que sua relação será apenas de amizade pois ambos tem como meta casar apenas com pessoas ricas, mas acabam por se apaixonar. Entretanto, as coisas se complicam quando Vivian desconfia que Theodore não foi viajar e começa a investigar o paradeiro dele e descobre sobre Regi, com quem tem uma tremenda discussão.

## Elenco
| Ator/Atriz       | Personagem        |
| ---------------- | ----------------- |
| Carole Lombard   | Regi Allen        |
| Fred MacMurray   | Theodore Drew III |
| Ralph Bellamy    | Allen Macklyn     |
| Astrid Allwyn    | Vivian Snowden    |
| Ruth Donnelly    | Laura             |
| Marie Prevost    | Nona              |
| Joseph R. Tozer  | Peter             |
| William Demarest | Natty             |
| Edward Gargan    | Pinky Kelly       |